# Église de la Nativité-de-la-Très-Sainte-Vierge de Bersac-sur-Rivalier
Pour les articles homonymes, voir Église de la Nativité-de-la-Sainte-Vierge.
L'église de la Nativité-de-la-Très-Sainte-Vierge (ou église Notre-Dame) est une église catholique situé à Bersac-sur-Rivalier, en France.

## Localisation
L'église est située dans le département français de la Haute-Vienne, sur la commune de Bersac-sur-Rivalier.

## Historique
L'église date des XIIIe et XVe siècles.
Elle est classée au titre des monuments historiques le 17 décembre 1976.